# Bevier, Missouri
Bevier, Missouri (енгл. Bevier) град је у америчкој савезној држави Мисури.

## Демографија
По попису из 2010. године број становника је 718, што је 5 (-0,7%) становника мање него 2000. године.
| Група             | 2000.       | 2010.       |
| Белци             | 705 (97,5%) | 698 (97,2%) |
| Афроамериканци    | 0 (0,0%)    | 9 (1,3%)    |
| Азијати           | 3 (0,4%)    | 3 (0,4%)    |
| Хиспаноамериканци | 1 (0,1%)    | 1 (0,1%)    |
| Укупно            | 723         | 718         |